# Митато

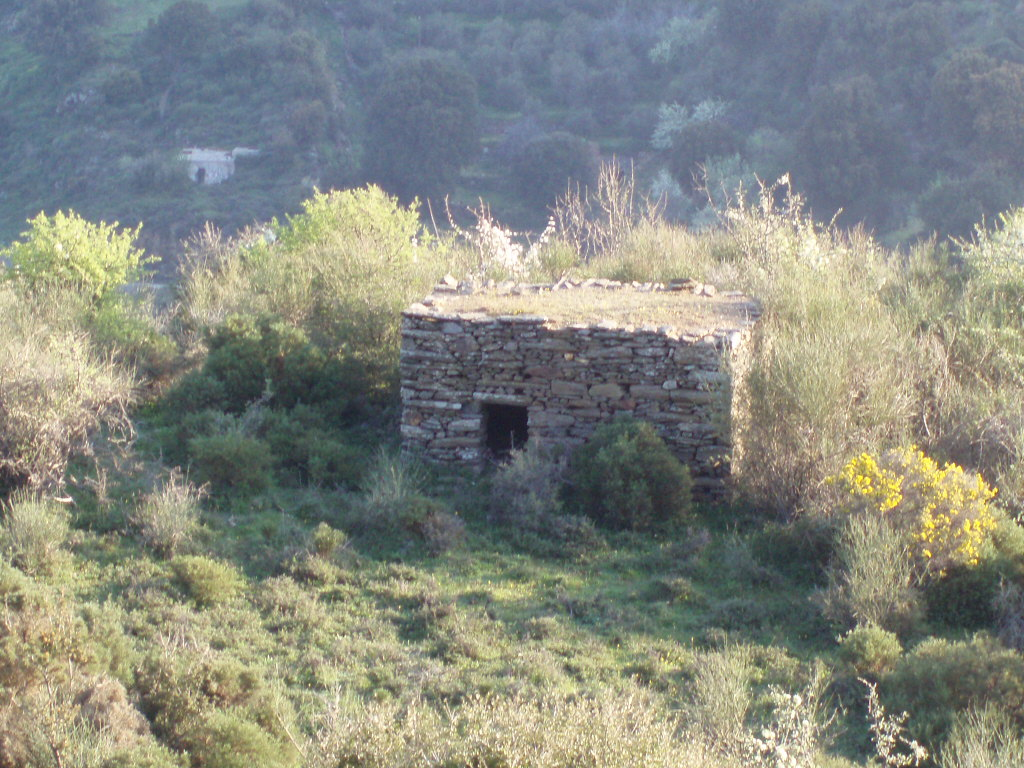
Митато

Мита́то (греч. Μιτάτο, от лат. metor — «отмерять, разбивать лагерь») — пастушья хижина, распространённая в Греции и особенно в горах Крита.

## Распространение и использование
Митато в основном встречаются на Кикладах и Крите в горных деревнях префектур Киана и Ретимно, особенно в деревнях Псилоритис в горном массиве Ида и Лефка-Ори.
Митато — греческий термин, означающий «убежище» или «корпус», относится к небольшой постройке, найденной в греческой сельской местности, которая используется не только в качестве приюта для пастухов, но и как помещение для приготовления критского сыра.

## Этимология
Появившись в 6 веке, в византийский период в нём упоминался трактир или гостиница для иностранных торговцев, похожая на караван-сарай. К тому же, это может также относиться к юридическому обязательству человека размещать солдат или государственных чиновников. В качестве альтернативы, в десятом веке Константин Порфирогенит использовал термин для обозначения ранчо, которым управляет государство в Анатолии. Таким образом, этот термин был обобщён как «убежище», которое удовлетворяет потребность иностранных фермеров для защиты от климата, отдохнуть и провести ночь.

## Архитектура и конструкции
Митато складывают из камня без использования цемента или глины. Горный массив Ида, расположенный на острове Крит, особенно богат плоскими камнями, подходящими для постройки митато.

## Галерея

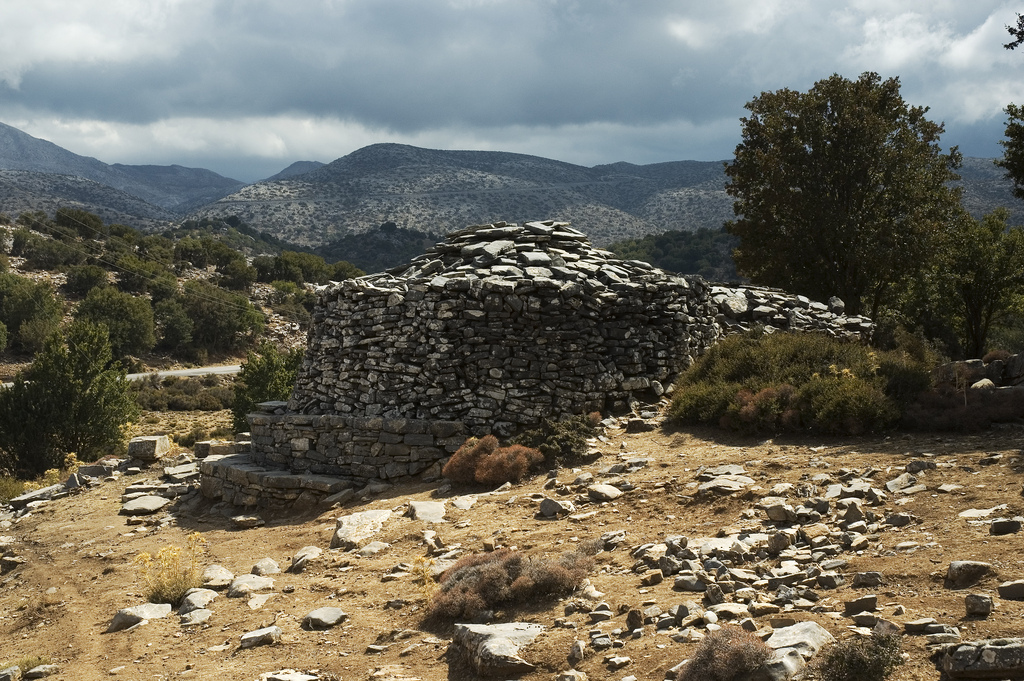
Митато на плато Нида.
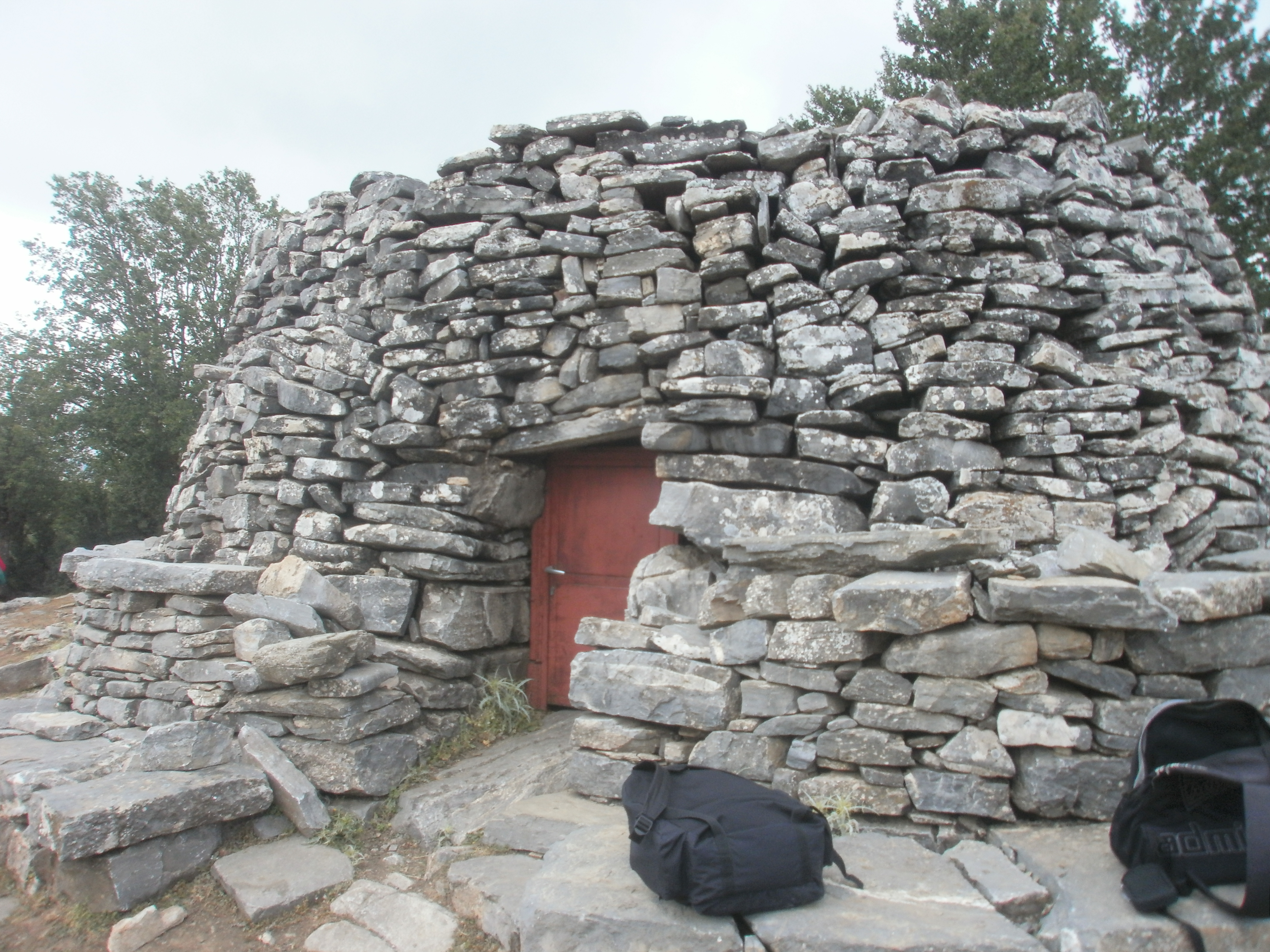
Митатос на Крит Псилоритис, в Ретимно.